# Dag Shang Kagyü

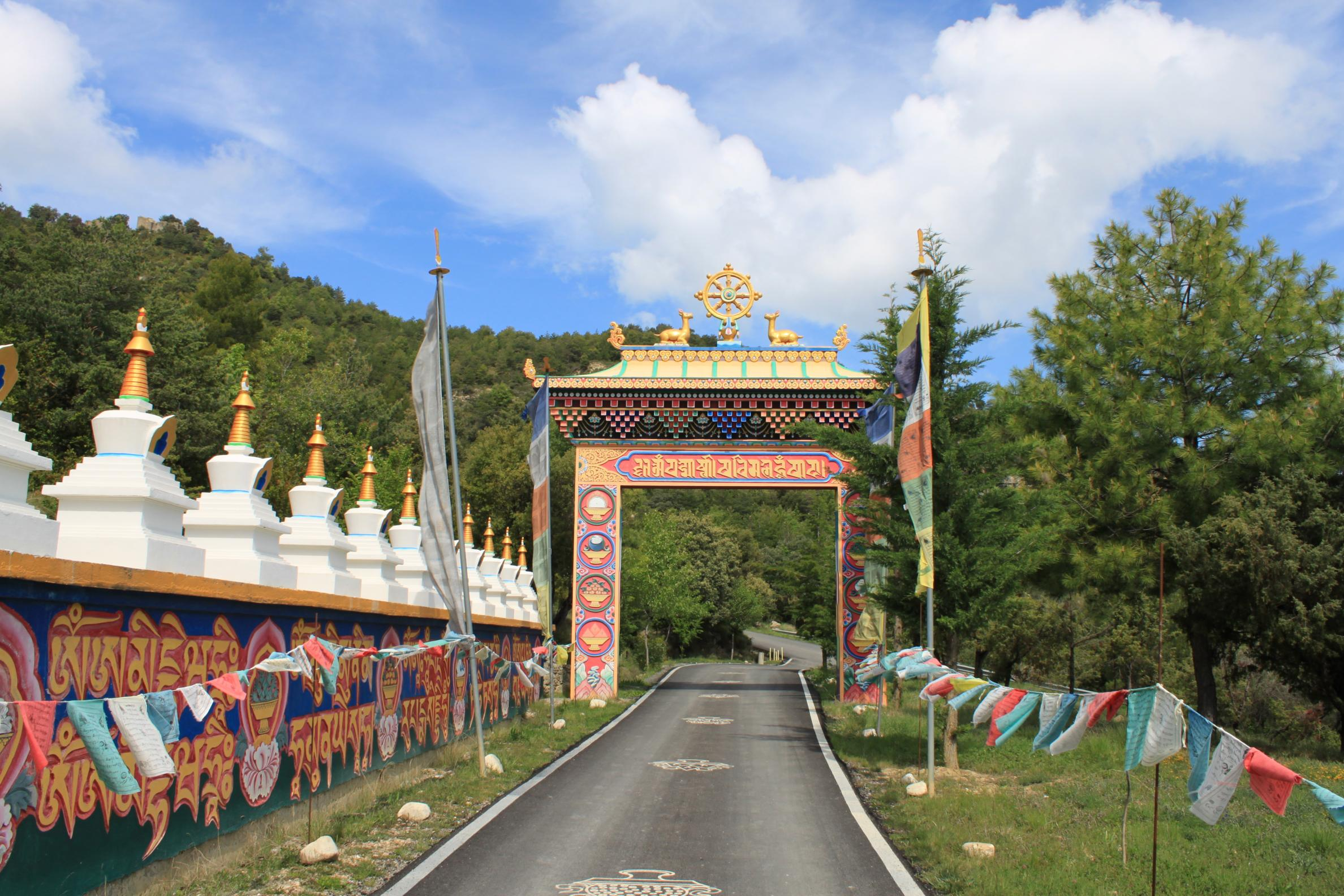
Entrada al temple des de la carretera HUV-6441.

Dag Shang Kagyü és un temple budista ubicat al nord de la província d'Osca, a la localitat de Panillo, al municipi de Graus. Pertany a la branca del budisme tibetà vinculada als llinatges Dagpo i Shangpa Kagyü, més concretament Karma Kagyü, del budisme Vajrayāna. Aquest temple va ser fundat per Kyabye Kalu Rinpoche en 1984, i la seva tutela és actualment sostinguda per la seva reencarnació, Yangsi Kalu Rinpoche.
És la principal seu del llinatge Shagpa Kagyü a Europa. Tot i així, Dag Shang Kagyü s'enquadra en el moviment Rimé, o no-sectari, que respecta totes les tradicions i les reconeix com a camins vàlids per a la consecució de la realització espiritual suprema.

## Història
Durant els anys 1970, La seva eminència Kalu Rinpoche va fundar a França diverses comunitats centres budistes Kagyü Rintchen Tcheu Ling (La Boulaye, Borgonya, 1974) o Dashang Kagyü Ling (Montpeller, Llenguadoc-Rosselló, 1975). Més tard va ser convidat a Espanya per iniciats al budisme tibetà i va fundar centres budistes a les principals capitals del país. Amb el desenvolupament d'aquests, va sorgir la necessitat de crear un espai propici per a la meditació i la retirada a l'entorn natural. Kalu Rinpoche va arribar a la Ribagorça a finals dels anys 1980, i prop d'on es troba actualment el temple, va trobar una alzina centenària a dalt del turó (actualment visitable). Sota la seva ombra, Kalu va decidir que aquell lloc seria propici per a la fundació d'un temple per al llinatge Kagyü. Amb el suport de molts dels seus deixebles, es va adquirir un terreny a Panillo, on s'ubicava una masia de mitjans del segle xix que és l'alberg actual.
Dag Shang Kagyü va néixer el 1984 amb l'adquisició d'una petita finca que posteriorment va ser ampliada amb una altra de més extensa, donada per un grup de benefactors i deixebles de S. e. Kalu Rinpoche i un any després va obrir les portes com a centre budista d'estudi i pràctica, albergant també l'aspiració de convertir-se en un futur centre de retir per als estudiants.
Aleshores es comptava únicament amb una antiga casa en ruïnes. Gràcies a la feina dels residents, al suport financer dels seus membres i benefactors, gràcies també a la bona disposició mostrada per les autoritats que van recolzar des del primer moment aquest projecte, i l'incessant entusiasme dels Lamas i les benediccions dels Budes, Dag Shang Kagyü s'ha convertit en un florent centre de Dharma.
El centre està dirigit per l'autoritat espiritual Lama Drubgyu Tenpa i és llar d'aproximadament vuit Lamas, occidentals i tibetano-butanesos, així com diversos residents i col·laboradors vinguts de diversos llocs d'Espanya i altres països.

## Filosofia
Dag Shang Kagyü s'enquadra en el moviment Rimé, o no-sectari, que respecta totes les tradicions i les reconeix com a camins vàlids per a la consecució de la realització espiritual suprema.
Dins aquest esperit, Dag Shang Kagyü compta entre les seves activitats amb les visites regulars de grans Mestres i Rinpoches de diferents escoles de la tradició budista Vajrayana, podent així rebre els seus preciosos i profunds ensenyaments i iniciacions.

## Ubicació
El terreny de Dag Shang Kagyü és molt ampli i està cobert per bells boscos. Situat al Prepirineu alt-aragonès, el lloc ha estat reconegut com un lloc especialment adequat per a la meditació, tant per l'anterior Kalu Rinpoche com per Bokar Rinpoche.

## Edificació

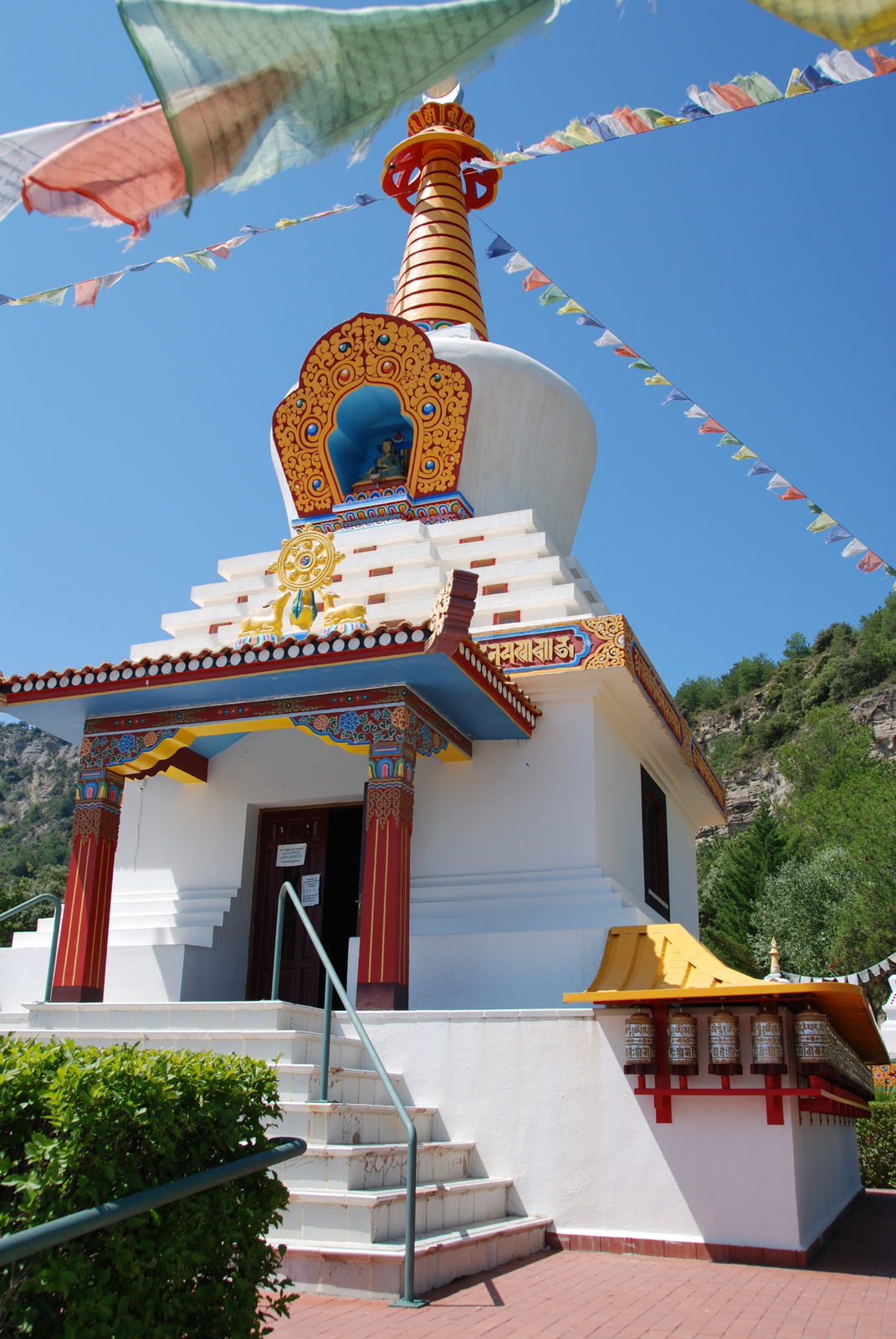
Stupa a Dag Shang Kagyü.

Consta d'un edifici principal restaurat a l'estil tradicional tibetà, a més d'una stupa de 17 m d'alçada que representa l'obertura de les portes cap als ensenyaments, i una Shedra (escola).
L'alberg, antiga edificació, ha estat rehabilitat, i actualment s'està elaborant un projecte d'ampliació per a 40 habitacions. El 2013 comptava amb dues estades que feien de dormitoris comuns, un mixt amb 28 llits en lliteres i un altre femení amb 16. L'alberg compta amb calefacció, aigua calenta, lavabos i dutxes, i un gran menjador que pot donar cabuda fins a 80 comensals.
Dag Shang Kagyü compta també amb una zona de retir, Samten Ling, amb la seva pròpia stupa dedicada a la il·luminació del Buda, on estan ubicades les casetes per a retir individuals, i una zona de retir de llarga durada, amb els centres de retirs de Naro Ling (per als homes) i Nigu Ling (per a les dones).